# Song on Fire
 (mars 2018).
Le contenu est difficilement compréhensible vu les erreurs de traduction, qui sont peut-être dues à l'utilisation d'un logiciel de traduction automatique.
Singles de Nickelback
Feed the Machine
(2017) Must Be Nice
(2017)
Song on Fire est une chanson du groupe canadien de rock Nickelback, sortie le 28 avril 2017 comme deuxième single de leur neuvième album studio, Feed the Machine.

## Contexte et Promotion
La chanson est révélée pour la première fois avec un clip vidéo le 27 avril 2017,. La chanson est sortie en single le lendemain, le 28 avril. Le groupe publie le clip officiel le 12 juin 2017, quatre jours avant la sortie de Feed the Machine.

## Thèmes et Composition
La chanson est décrite comme un mid-tempo power ballad. La chanson ouvre avec des notes de guitares sombres et propres mis en lumière avec un enregistrement audio en fond et la voix graveleuse du crooner Chad Kroeger. La chanson monte en puissance au fil des versets et des ponts, jusqu'à ce que le refrain éclate comme un "fier hymne de rock". Lyriquement parlant, la chanson a été appelée "une ode à l'amour perdu", avec des paroles telles que "Les premiers mots qui sortent/Et je peux voir que cette chanson sera sur toi/je ne peux pas croire que je peux respirer sans toi/Mais tout ce dont j'ai besoin c'est de continuer". Les thèmes de désespoir et d'impuissance sont au cœur de la chanson, avec des paroles qui évoque les pleurs de l'auteur pendant qu'il écrit sa chanson. Le titre de la chanson fait également référence au désir de mettre le feu aux paroles de la chanson. Écrit par le chanteur Chad Kroeger, certains ont émis l'hypothèse que le morceau pourrait être à propos de sa rupture avec l'ex-femme de Avril Lavigne, mais Kroeger a nié cette interprétation.

## Accueil critique
De nombreux journalistes ont fait l'éloge de la chanson comme étant plus émouvante et sincère que le single éponyme précédent de l'album, "Feed the Machine",. Loudwire disait que cette chanson "joue avec les émotions, emportant ceux qui l'écoutent depuis des basses mornes, jusqu'à des aigus puissants au moment où le refrain arrive", ajoutant que ce morceau sera "indubitablement le nouveau live préféré, appelant les gens à allumer leurs briquets (ou leurs téléphones) en l'air, illuminant la mer de fans regroupés en concerts". AXS a également fait l'éloge de la chanson, soulignant "la capacité de Kroeger à créer des hook et des mélodies entraînantes...en plein écran." Billboard a loué la concordance de la chanson avec son clip vidéo, en l'appelant "l'un de leurs plus poignants morceaux jusque-là" et a conclu que "Bien que les sons et les images soient assez percutants, leur message va au-delà du refrain habituel et caractéristique", en mentionnant toute particulièrement la fin du morceau comme une partie remarquable.

## Crédits
- Chad Kroeger – chant, guitare
- Ryan Peake – guitare, claviers
- Mike Kroeger – guitare basse
- Daniel Adair – batterie